# Vampire Rain
Vampire Rain (ヴァンパイアレイン Vūanpaia Rein) es un videojuego de sigilo y terror desarrollado por Artoon. Fue puesto a la venta para la consola Xbox 360 el 25 de enero de 2007 en Japón, el 29 de junio de 2007 en Europa, y el 3 de julio de 2007 en América del Norte. El juego fue posteriormente versionado para la consola PlayStation 3 con el título Vampire Rain: Altered Especies y se puso a la venta en Japón el 21 de agosto de 2008, en América del Norte el 2 de septiembre de 2008, y en Europa el 26 de septiembre de 2008.

## Sinopsis
Los vampiros, conocidos en el juego como "Nightwalkers", son los responsables de las desapariciones de civiles a lo largo de los Estados Unidos y en otros países. La oficina de información estadounidense (Agency Information Bureau, o "AIB") forma una unidad de fuerzas especiales encubiertas para infiltrarse en las calles de Los Ángeles.
A lo largo del juego, el protagonista que el jugador controla, John Lloyd, está obsesionado con una visión continua de una niña, a causa de una misión anterior. En cierto punto de la historia, Lloyd averigua que su jefe de filas también ha visto a esa niña.
Más tarde se revela que el AIB, actuando por su propia voluntad, planea una guerra a gran escala entre los Estados Unidos y los Nightwalkers. Envían a sus propios híbridos humano / Nightwalker para matar a la unidad del Lloyd y así eliminar evidencias, para después enviar al resto de sus fuerzas contra la sede de los Nightwalkers en la ciudad. Lloyd derrota a todos los híbridos y los vampiros en su camino, y llega a tiempo para reunirse con el líder de los vampiros, en un intento de mantener la paz. Por desgracia, el líder también quiere la guerra a gran escala contra los humanos, y así poder ejecutar su plan para transformar a toda la ciudad en Nightwalkers.

## Sistema de juego
Vampire Rain es un juego de sigilo muy similar a la serie Splinter Cell con algunos conceptos de la serie Metal Gear Solid. La misión del jugador es avanzar a través de calles de la ciudad, evitando a los enemigos vampiros que patrullan las calles disfrazados de ciudadanos humanos ordinarios. A menudo, el jugador tienen que tomar rutas alternativas, como subir a los tejados o pasar a través de callejones, para evitar encuentros enemigos.
A diferencia de la mayoría de los juegos de sigilo y de acción, Vampire Rain hace gran hincapié en el sigilo puro. Los enemigos son muy rápidos y pueden matar al jugador con uno o dos golpes; además, durante el primer tercio del juego, el jugador carece de cualquier armamento que pueda matar a los vampiros con eficacia sin tener que gastar una gran cantidad de munición. Por tanto, enfrentarse abiertamente contra los vampiros, supone la muerte inmediata para el jugador. También, a diferencia de la mayoría de los juegos de sigilo, por lo general no existe ningún medio eficaz para ocultarse o escapar una vez que un enemigo ha visto al jugador, lo que se traduce en la muerte del personaje poco después de ser descubierto. A base de un continuo "ensayo y error", es la mejor baza para ir avanzando en el juego y descubrir caminos por los que los vampiros no puedan ver al jugador.
Más adelante en el juego, el jugador obtiene armas de alto poder que resultan más eficaces contra los vampiros del juego. Además, hay algunas secuencias de acción al servicio de la historia que implican lucha contra varios enemigos, por lo general con la ayuda de los compañeros de equipo. El arsenal del jugador incluye una pistola, metralleta, rifle de asalto, escopeta, rifle de francotirador, rifle antiblindaje y un cuchillo UV utilizada para apuñalar a un enemigo por la espalda para una muerte instantánea (el cuchillo también dispone de su propia munición).
Si el jugador recoge suficientes "Medallas" (ocultas en zonas de difícil acceso), así como pasar algunas misiones en ciertas condiciones, tales como dentro de un límite de tiempo, sin necesidad de repetir el proceso desde un punto de control o sin matar a ningún Nightwalker, se recompensará al jugador con misiones secundarias o desafíos adicionales.
El modo "Multijugador en línea" permite un máximo de ocho jugadores en los modos estándar, como "Duelo a muerte", "Duelo a muerte por equipos" y "Captura de bandera", así como un modo de juego especial que permite que un jugador sea un vampiro y lucha con extrema velocidad y poder. Todas las armas de fuego del juego principal están disponibles en línea, y el juego se controla exactamente igual que en el modo de un jugador.

## Recepción
El juego fue muy mal recibido. GameRankings y Metacritic coinciden el promedio de los comentarios, con 38,82% y 38/100 respectivamente. ScrewAttack le dio el premio SAGY 2007 por "El peor juego de Xbox 360 de 2007", tras recibir más de la mitad de los votos totales finales.
Los puntos más criticados de Vampire Rain fueron la pobre IA de los enemigos, la jugabilidad, los medidores de salud (tanto para el protagonista y enemigos), y modos multijugador. El juego también fue criticado por tener elementos derivados (y algunos plagiados) de Metal Gear Solid y Splinter Cell pero con mucho menos atractivo. El juego fue criticado por ser demasiado difícil y con un diseño de niveles muy lineal, aunque fue aclamado por su buena banda sonora, de estilo muy misterioso. Vampire Rain: Altered Especies (la versión para PlayStation 3) también fue mal recibida. GameSpot criticó al juego por no incluir mejoras y mantenerse igual que la versión original de Xbox 360. IGN definió a Altered Species como "un descarrilamiento".
En Japón, sin embargo, el juego fue mejor recibido. La revista Famitsu puntuó al juego con un 30/40.